# Naharlagun
Naharlagun là một thị trấn thống kê (census town) của quận Papum Pare thuộc bang Arunachal Pradesh, Ấn Độ.

## Nhân khẩu
Theo điều tra dân số năm 2001 của Ấn Độ, Naharlagun có dân số 26.912 người. Phái nam chiếm 53% tổng số dân và phái nữ chiếm 47%. Naharlagun có tỷ lệ 69% biết đọc biết viết, cao hơn tỷ lệ trung bình toàn quốc là 59,5%: tỷ lệ cho phái nam là 74%, và tỷ lệ cho phái nữ là 62%. Tại Naharlagun, 15% dân số nhỏ hơn 6 tuổi.